# Lijst van voetbalinterlands Estland - Tadzjikistan
Deze lijst van voetbalinterlands is een overzicht van alle officiële voetbalwedstrijden tussen de nationale teams van Estland en Tadzjikistan. De voormalige Sovjet-republieken speelden tot op heden een keer tegen elkaar: een vriendschappelijke wedstrijd op 7 juni 2014 in Tallinn.

## Wedstrijden
| № | Plaats  | Datum       | Competitie        | Wedstrijd              | Uitslag |
| - | ------- | ----------- | ----------------- | ---------------------- | ------- |
| 1 | Tallinn | 7 juni 2014 | Vriendschappelijk | Estland – Tadzjikistan | 2 – 1   |

## Samenvatting
| Competitie        | Totaal gespeeld | Winst Estland | Gelijk | Winst Tadzjikistan | Doelsaldo Estland – Tadzjikistan |
| ----------------- | --------------- | ------------- | ------ | ------------------ | -------------------------------- |
| Vriendschappelijk | 1               | 1             | 0      | 0                  | 2 − 1                            |
| Totaal            | 1               | 1             | 0      | 0                  | 2 − 1                            |

Wedstrijden bepaald door strafschoppen worden, in lijn met de FIFA, als een gelijkspel gerekend.

## Details

### Eerste ontmoeting
| Vriendschappelijk (Tallinn, Estland, 7 juni 2014): |              | |
| Estland | 2 – 1        | Tadzjikistan |
| Siim Luts 89' Hannes Anier 90+2' | goals        | 60' Dilšod Vasiev |
| Magnus Pehrsson | bondscoach   | Nikola Kavazović |
| Mihkel Aksalu Enar Jääger Ken Kallaste 90+2' Ragnar Klavan 46' Igor Morozov Gert Kams 56' Ilja Antonov Karol Mets Sergei Mošnikov 46' Tarmo Kink 46' Kaimar Saag 81' | opstellingen | Alisher Tuychiev Davronjon Ergashev 90+8' Eradzsh Radzhabov Siyovakhsh Asrorov 57' Khurshed Makhmudov 83' Dilšod Vasiev 86' Ibrahim Rabimov Fatkhullo Fatkhulloev Nuriddin Davronov 70' Dzhakhongir Dzhalilov 87' Farkhod Tokhirov |
| Siim Luts 46' Rimo Hunt 46' Alo Bärengrub 46' Albert Prosa 56' Hannes Anier 81' Artur Pikk 90+2'                                                                     | wissels      | 57' Amirbek Dzhuraboev 70' Akhtam Nazarov 83' Jahongir Ergashev 86' Romish Dzhalilov 87' Hasan Rustamov 90+8' Iskandar Dzhalilov                                                                                                   |
| Ilja Antonov 78' | gele kaarten | 32' Davronjon Ergashev |
| - Debuut van Artur Pikk (Levadia Tallinn) voor Estland. |              | |

EJL · A-internationals · Bondscoaches · Statistieken · Estisch vrouwenelftal · Olympisch elftal · Estland U21 · Estland U20 · Estland U19 · Estland U18 · Estland U17 · Estland U16
1920 – 1929 ·
1930 – 1939 ·
1940 – 1949 ·
1950 – 1990 · 
1990 – 1999 ·
2000 – 2009 ·
2010 – 2019 ·
2020 − 2029
OS 1924
1920 ·
1921 ·
1922 ·
1923 ·
1924 ·
1925 ·
1926 ·
1927 ·
1928 ·
1929 · 
1930 · 
1931 · 
1932 · 
1933 · 
1934 · 
1935 · 
1936 · 
1937 · 
1938 · 
1939 · 
1940 · 
1941 · 
1942 · 
1943 · 1944 · 
1945 · 
1946 · 
1947 · 
1948 · 
1949 · 
1950 – 1990 · 
1991 · 
1992 · 
1993 · 
1994 · 
1995 · 
1996 · 
1997 · 
1998 · 
1999 · 
2000 · 
2001 · 
2002 · 
2003 · 
2004 · 
2005 · 
2006 · 
2007 · 
2008 · 
2009 · 
2010 · 
2011 · 
2012 · 
2013 · 
2014 · 
2015 · 
2016 ·
2017 ·
2018 ·
2019 ·
2020
Albanië ·
Andorra ·
Angola ·
Antigua en Barbuda ·
Argentinië ·
Armenië ·
Azerbeidzjan ·
België ·
Bosnië-Herzegovina ·
Brazilië ·
Bulgarije ·
Canada ·
Chili ·
China ·
Cyprus ·
Denemarken ·
Duitsland ·
Ecuador ·
Egypte ·
El Salvador ·
Engeland ·
Equatoriaal-Guinea ·
Faeröer ·
Fiji ·
Filipijnen ·
Finland ·
Frankrijk ·
Georgië · 
Gibraltar ·
Griekenland ·
Hongarije ·
Hongkong ·
Ierland ·
IJsland ·
Indonesië ·
Irak ·
Israël ·
Italië ·
Jordanië ·
Kazachstan ·
Kirgizië ·
Kroatië ·
Letland ·
Libanon ·
Liechtenstein ·
Litouwen ·
Luxemburg ·
Malta ·
Marokko ·
Mexico ·
Moldavië ·
Montenegro ·
Nederland ·
Nieuw-Caledonië ·
Nieuw-Zeeland ·
Noord-Ierland ·
Noord-Macedonië ·
Noorwegen ·
Oekraïne ·
Oezbekistan ·
Oman ·
Oostenrijk ·
Polen ·
Portugal ·
Qatar ·
Roemenië ·
Rusland ·
Saint Kitts en Nevis ·
San Marino ·
Saoedi-Arabië ·
Schotland ·
Servië ·
Slovenië ·
Slowakije · 
Spanje ·
Tadzjikistan ·
Thailand ·
Trinidad en Tobago ·
Tsjechië ·
Turkije ·
Turkmenistan ·
Uruguay ·
Vanuatu ·
Venezuela ·
Verenigde Arabische Emiraten ·
Verenigde Staten ·
Vietnam ·
Wales ·
Wit-Rusland ·
Zweden ·
Zwitserland
TFF · A-internationals · Tadzjieks vrouwenelftal
1994 – 1999 ·
2000 – 2009 ·
2010 – 2019 ·
2020 − 2029
Afghanistan ·
Australië ·
Azerbeidzjan ·
Bahrein ·
Bangladesh ·
Bhutan ·
Brunei ·
Cambodja ·
China ·
Estland ·
Filipijnen ·
Guam ·
Hongkong ·
India ·
Irak ·
Iran ·
Japan ·
Jemen ·
Jordanië ·
Kazachstan ·
Kirgizië ·
Koeweit ·
Libanon ·
Macau ·
Malediven ·
Maleisië ·
Mongolië ·
Myanmar ·
Nepal ·
Noord-Korea ·
Oeganda ·
Oezbekistan ·
Oman ·
Pakistan ·
Palestina ·
Qatar ·
Rusland ·
Saoedi-Arabië ·
Singapore ·
Sri Lanka ·
Syrië ·
Thailand ·
Trinidad en Tobago ·
Turkmenistan ·
Verenigde Arabische Emiraten ·
Vietnam ·
Wit-Rusland ·
Zuid-Korea